# Ideobisium susanae
Espèce
Ideobisium susanae est une espèce de pseudoscorpions de la famille des Syarinidae.

## Distribution
Cette espèce est endémique de la province de Napo en Équateur. Elle se rencontre vers Tena.

## Description
La femelle holotype mesure 1,50 mm et le mâle paratype 1,36 mm.

## Systématique et taxinomie
Cette espèce a été décrite par Mau, Harvey et Harms en 2022.

## Étymologie
Cette espèce est nommée en l'honneur de Susana Mourglier.

## Publication originale
- Mau, Harvey & Harms, 2022 : « New syarinid pseudoscorpions from Ecuador (Pseudoscorpiones, Syarinidae: Ideobisium and Ideoblothrus). » European Journal of Taxonomy, vol. 821, p. 102–149 (texte intégral).